# Ludwig Slansky
Ludwig Slansky (tschechisch Ludvík Slánský; * 26. Juni 1838 in Haida, Böhmen, Österreich-Ungarn; † 15. August 1905 in Prag) war ein tschechischer Geiger, Komponist und Dirigent.

## Leben
Slansky kam 1849 nach Prag und wurde Mitglied des Knabenchores am Prager Veitsdom, der von Jan Nepomuk Škroup geleitet wurde. Am Prager Konservatorium studierte er von 1852 bis 1858 Geige bei Moritz Mildner. Ab 1859 war er als Geiger und Solist tätig sowie Ballett-Korrepetitor und Kapellmeister am Ständetheater.
Als Nachfolger von Eduard Tauwitz war er Zweiter Kapellmeister und von 1871 bis 1885 Erster Kapellmeister. Er wurde Professor am Prager Konservatorium und war ab 1870 Dirigent der Prager Deutschen Oper, wo er fast 30 Jahre lang arbeitete. 1886 dirigierte er seine 100. Opernpremiere. 1889 trat er in Ruhestand.